# Peter De Cat
| 134160 Pluis         | 16 gennaio 2005   |
| 152299 Vanautgaerden | 11 ottobre 2005   |
| 154714 de Schepper   | 6 giugno 2004     |
| 164130 Jonckheere    | 18 dicembre 2003  |
| 170879 Verbeeckje    | 7 giugno 2004     |
| 215809 Hugoschwarz   | 14 settembre 2004 |
| 276681 Loremaes      | 18 dicembre 2003  |
| 303909 Tomknops      | 11 ottobre 2005   |
| 310273 Paulsmeyers   | 8 settembre 2004  |
| 315579 Vandersyppe   | 10 febbraio 2008  |
| 316028 Patrickwils   | 31 marzo 2009     |
| 330455 Anbrysse      | 9 novembre 2005   |
| 340071 Vanmunster    | 9 novembre 2005   |
| 358675 Bente         | 16 dicembre 2007  |
| 390848 Veerle        | 8 settembre 2004  |
| 552708 Ödmangovender | 17 ottobre 2006   |
| 618132 Verheyen      | 27 novembre 2006  |

Peter De Cat (Lovanio, 19 giugno 1974) è un astronomo belga.
Ha ottenuto il dottorato in astronomia nel 2001 all'Università Cattolica di Lovanio.
Il Minor Planet Center gli accredita le scoperte di venticinque asteroidi, effettuate tra il 2003 e il 2009, di cui sei in collaborazione con Eric Walter Elst e Thierry Pauwels.